# US Open-mesterskabet i damedouble 2024
US Open-mesterskabet i damedouble 2024 var den 136. turnering om US Open-mesterskabet i damedouble. Turneringen var en del af US Open 2024 og blev spillet i USTA Billie Jean King National Tennis Center i New York City, USA i perioden 28. august - 6. september 2024 med deltagelse af 64 par.
Mesterskabet blev vundet af Ljudmyla Kitjenok og Jeļena Ostapenko, som i finalen besejrede Kristina Mladenovic og Zhang Shuai med 6-4, 6-3 efter at have vundet kampens sidste fem partier. Kitjenok og Ostapenko spillede sig igennem turneringen uden sættab og vandt deres første grand slam-titel og deres femte titel i alt som makkere, og det var deres tredje titel i 2024, hvor de tidligere på året også havde været i finalen ved Australian Open. Begge spillere vandt dermed deres anden grand slam-titel i karrieren, men den første i damedouble. Kitjenok havde tidligere vundet Wimbledon-mesterskabet i mixed double 2023 med Mate Pavić som makker, mens Ostapenko i 2017 havde vundet Roland-Garros i single. Successen kom imidlertid en smule ubelejligt for Ljudmyla Kitjenok, der ellers skulle have været gift den 4. september, hvilket hun blev nødt til at aflyse for i stedet at spille semifinale.
Siden Ruslands invasion af Ukraine i begyndelsen af 2022 havde tennissportens styrende organer, WTA, ATP, ITF og de fire grand slam-turneringer, tilladt, at spillere fra Rusland og Hviderusland fortsat kunne deltage i grand slam-turneringer samt turneringer på ATP Tour og WTA Tour, men de kunne ikke stille op under landenes navne eller flag, og spillerne fra de to lande deltog derfor i turneringen under neutralt flag.

## Pengepræmier og ranglistepoint
Den samlede præmiesum til spillerne i damedouble androg $ 3.889.000 (ekskl. per diem), hvilket var en stigning på 9,0 % i forhold til året før.
| Resultat               | Pengepræmier | Pengepræmier | Ændring ift. 2023 | WTA-point |
| Resultat               | Pr. par      | Total        | Ændring ift. 2023 | WTA-point |
| ---------------------- | ------------ | ------------ | ----------------- | --------- |
| Vindere (1)            | $ 750.000    | $ 750.000    | +7,1 %            | 2.000     |
| Finalister (1)         | $ 375.000    | $ 375.000    | +7,1 %            | 1.300     |
| Semifinalister (2)     | $ 190.000    | $ 380.000    | +5,6 %            | 780       |
| Kvartfinalister (4)    | $ 110.000    | $ 440.000    | +10,0 %           | 430       |
| Tabere i 3. runde (8)  | $ 63.000     | $ 504.000    | +8,6 %            | 240       |
| Tabere i 2. runde (16) | $ 40.000     | $ 640.000    | +8,7 %            | 130       |
| Tabere i 1. runde (32) | $ 25.000     | $ 800.000    | +13,6 %           | 10        |
| Samlet præmiesum       | -            | $ 3.889.000  | +9,0 %            | -         |

## Turnering

### Deltagere
Hovedturneringen havde deltagelse af 64 par, der var fordelt på:
- 57 direkte kvalificerede par i form af deres ranglisteplacering.
- 7 par, der har modtaget et wildcard.

#### Seedede par
De 16 bedst placerede af parrene på WTA's verdensrangliste blev seedet:
| Seedning | Rangering | Rangering | Spillere                             | Resultat             |
| Seedning | Sum       | Ind.      | Spillere                             | Resultat             |
| -------- | --------- | --------- | ------------------------------------ | -------------------- |
| 1        | 4         | 3 1       | Gabriela Dabrowski Erin Routliffe    | Kvartfinalister      |
| 2        | 9         | 5 4       | Hsieh Su-Wei Elise Mertens           | Tabte i første runde |
| 3        | 10        | 2 8       | Kateřina Siniaková Taylor Townsend   | Semifinalister       |
| 4        | 17        | 10 7      | Caroline Dolehide Desirae Krawczyk   | Tabte i anden runde  |
| 5        | 22        | 13 9      | Nicole Melichar-Martinez Ellen Perez | Kvartfinalister      |
| 6        | 26        | 14 12     | Sara Errani Jasmine Paolini          | Tabte i anden runde  |
| 7        | 35        | 17 18     | Ljudmyla Kitjenok Jeļena Ostapenko   | Mestre               |
| 8        | 45        | 25 20     | Demi Schuurs Luisa Stefani           | Kvartfinalister      |
| 9        | 49        | 26 23     | Sofia Kenin Bethanie Mattek-Sands    | Tabte i tredje runde |
| 10       | 53        | 24 29     | Chan Hao-Ching Veronika Kudermetova  | Semifinalister       |
| 11       | 55        | 27 28     | Marie Bouzková Sara Sorribes Tormo   | Tabte i tredje runde |
| 12       | 56        | 50 6      | Beatriz Haddad Maia Laura Siegemund  | Tabte i tredje runde |
| 13       | 68        | 31 37     | Giuliana Olmos Aleksandra Panova     | Tabte i anden runde  |
| 14       | 70        | 22 48     | Cristina Bucșa Xu Yifan              | Tabte i første runde |
| 15       | 73        | 32 41     | Ulrikke Eikeri Ingrid Neel           | Tabte i første runde |
| 16       | 74        | 38 36     | Ena Shibahara Aldila Sutjiadi        | Tabte i anden runde  |

#### Wildcards
Syv par modtog et wildcard til hovedturneringen.
| Par                                  | Resultat             |
| ------------------------------------ | -------------------- |
| Jessie Aney Jessica Falla            | Tabte i første runde |
| Hailey Baptiste Whitney Osuigwe      | Tabte i første runde |
| Carmen Corley Ivana Corley           | Tabte i anden runde  |
| Tyra Caterina Grant Iva Jovic        | Tabte i første runde |
| McCartney Kessler Sabrina Santamaria | Tabte i første runde |
| Robin Montgomery Clervie Ngounoue    | Tabte i anden runde  |
| Anna Rogers Alana Smith              | Tabte i første runde |

### Resultater

#### Kvartfinaler, semifinaler og finale
| Gabriela Dabrowski |
| Erin Routliffe     |

| Chan Hao-Ching       |
| Veronika Kudermetova |

| Chan Hao-Ching       |
| Veronika Kudermetova |

| Anna Danilina     |
| Irina Khromatjeva |

| Ljudmyla Kitjenok |
| Jeļena Ostapenko  |

| Ljudmyla Kitjenok |
| Jeļena Ostapenko  |

| Ljudmyla Kitjenok |
| Jeļena Ostapenko  |

| Demi Schuurs  |
| Luisa Stefani |

| Kristina Mladenovic |
| Zhang Shuai         |

| Kateřina Siniaková |
| Taylor Townsend    |

| Kateřina Siniaková |
| Taylor Townsend    |

| Nicole Melichar-Martinez |
| Ellen Perez              |

| Kristina Mladenovic |
| Zhang Shuai         |

| Kristina Mladenovic |
| Zhang Shuai         |

#### Første, anden og tredje runde
| Gabriela Dabrowski |
| Erin Routliffe     |

| Leylah Fernandez  |
| Julija Putintseva |

| Gabriela Dabrowski |
| Erin Routliffe     |

| Anhelina Kalinina |
| Martina Trevisan  |

| Catherine Harrison |
| Alicja Rosolska    |

| Catherine Harrison |
| Alicja Rosolska    |

| Gabriela Dabrowski |
| Erin Routliffe     |

| Petra Martić  |
| Shelby Rogers |

| Jaqueline Cristian |
| Angelica Moratelli |

| Ajla Tomljanović |
| Viktorija Tomova |

| Petra Martić  |
| Shelby Rogers |

| Jaqueline Cristian |
| Angelica Moratelli |

| Jaqueline Cristian |
| Angelica Moratelli |

| Ulrikke Eikeri |
| Ingrid Neel    |

| Chan Hao-Ching       |
| Veronika Kudermetova |

| Elisabetta Cocciaretto |
| Clara Tauson           |

| Chan Hao-Ching       |
| Veronika Kudermetova |

| Jekaterina Aleksandrova |
| Anna Blinkova           |

| Carmen Corley |
| Ivana Corley  |

| Carmen Corley |
| Ivana Corley  |

| Chan Hao-Ching       |
| Veronika Kudermetova |

| Harriet Dart |
| Diane Parry  |

| Harriet Dart |
| Diane Parry  |

| Linda Nosková  |
| Diana Sjnajder |

| Harriet Dart |
| Diane Parry  |

| Miyu Kato  |
| Wang Yafan |

| Sara Errani     |
| Jasmine Paolini |

| Sara Errani     |
| Jasmine Paolini |

| Caroline Dolehide |
| Desirae Krawczyk  |

| Hailey Baptiste |
| Whitney Osuigwe |

| Caroline Dolehide |
| Desirae Krawczyk  |

| Anna Danilina     |
| Irina Khromatjeva |

| Anna Danilina     |
| Irina Khromatjeva |

| Tyra Caterina Grant |
| Iva Jovic           |

| Anna Danilina     |
| Irina Khromatjeva |

| Lulu Sun  |
| Wang Xiyu |

| Tereza Mihalíková |
| Olivia Nicholls   |

| Tereza Mihalíková |
| Olivia Nicholls   |

| Tereza Mihalíková |
| Olivia Nicholls   |

| Tatjana Maria       |
| Anna K. Schmiedlová |

| Ena Shibahara   |
| Aldila Sutjiadi |

| Ena Shibahara   |
| Aldila Sutjiadi |

| Beatriz Haddad Maia |
| Laura Siegemund     |

| Varvara Gracheva    |
| Oksana Kalasjnikova |

| Beatriz Haddad Maia |
| Laura Siegemund     |

| Samantha Murray Sharan |
| Camilla Rosatello      |

| Robin Montgomery |
| Clervie Ngounoue |

| Robin Montgomery |
| Clervie Ngounoue |

| Beatriz Haddad Maia |
| Laura Siegemund     |

| Jiang Xinyu     |
| Makoto Ninomiya |

| Ljudmyla Kitjenok |
| Jeļena Ostapenko  |

| Anna Bondár |
| Clara Burel |

| Jiang Xinyu     |
| Makoto Ninomiya |

| Jessie Aney    |
| Jessica Failla |

| Ljudmyla Kitjenok |
| Jeļena Ostapenko  |

| Ljudmyla Kitjenok |
| Jeļena Ostapenko  |

| Demi Schuurs  |
| Luisa Stefani |

| Shuko Aoyama |
| Eri Hozumi   |

| Demi Schuurs  |
| Luisa Stefani |

| Katie Boulter   |
| Anna Kalinskaja |

| Katie Boulter   |
| Anna Kalinskaja |

| Wang Xinyu   |
| Zheng Saisai |

| Demi Schuurs  |
| Luisa Stefani |

| Maia Lumsden |
| Anna Sisková |

| Sofia Kenin           |
| Bethanie Mattek-Sands |

| Guo Hanyu        |
| Monica Niculescu |

| Maia Lumsden |
| Anna Sisková |

| Tímea Babos     |
| Nadija Kitjenok |

| Sofia Kenin           |
| Bethanie Mattek-Sands |

| Sofia Kenin           |
| Bethanie Mattek-Sands |

| Giuliana Olmos    |
| Aleksandra Panova |

| Arantxa Rus     |
| Nina Stojanović |

| Giuliana Olmos    |
| Aleksandra Panova |

| Asia Muhammad  |
| Heather Watson |

| Asia Muhammad  |
| Heather Watson |

| Moyuka Uchijima |
| Yuan Yue        |

| Asia Muhammad  |
| Heather Watson |

| Kateryna Bajndl |
| Katie Volynets  |

| Kateřina Siniaková |
| Taylor Townsend    |

| Marta Kostjuk       |
| Elena-Gabriela Ruse |

| Marta Kostjuk       |
| Elena-Gabriela Ruse |

| Lucia Bronzetti    |
| Ljudmila Samsonova |

| Kateřina Siniaková |
| Taylor Townsend    |

| Kateřina Siniaková |
| Taylor Townsend    |

| Nicole Melichar-Martinez |
| Ellen Perez              |

| McCartney Kessler  |
| Sabrina Santamaria |

| Nicole Melichar-Martinez |
| Ellen Perez              |

| Viktorija Golubic |
| Tara Moore        |

| Viktorija Golubic |
| Tara Moore        |

| Anna Rogers |
| Alana Smith |

| Nicole Melichar-Martinez |
| Ellen Perez              |

| Kamilla Rakhimova     |
| Aljaksandra Sasnovitj |

| Marie Bouzková      |
| Sara Sorribes Tormo |

| Elina Avanesjan |
| Katarzyna Piter |

| Kamilla Rakhimova     |
| Aljaksandra Sasnovitj |

| Ashlyn Krueger  |
| Sloane Stephens |

| Marie Bouzková      |
| Sara Sorribes Tormo |

| Marie Bouzková      |
| Sara Sorribes Tormo |

| Cristina Bucșa |
| Xu Yifan       |

| Mirra Andrejeva   |
| A. Pavljutjenkova |

| Mirra Andrejeva   |
| A. Pavljutjenkova |

| Olivia Gadecki |
| Wu Fang-Hsien  |

| Camila Osorio |
| Alycia Parks  |

| Camila Osorio |
| Alycia Parks  |

| Mirra Andrejeva   |
| A. Pavljutjenkova |

| Anastasija Potapova |
| Jana Sizikova       |

| Kristina Mladenovic |
| Zhang Shuai         |

| Magda Linette  |
| Peyton Stearns |

| Magda Linette  |
| Peyton Stearns |

| Kristina Mladenovic |
| Zhang Shuai         |

| Kristina Mladenovic |
| Zhang Shuai         |

| Hsieh Su-Wei  |
| Elise Mertens |